# تیفتون (جورجیا)
تیفتون، جورجیا (به انگلیسی: Tifton, Georgia) یک شهر در ایالات متحده آمریکا با جمعیت ۱۶٬۸۶۹ نفر است که در جورجیا واقع شده‌است.

## موقعیت جغرافیایی
موقعیت جغرافیایی شهرها و مناطق اطراف به شرح زیر است: